# Kitami
Kitami (japonsky 北見市 Kitami-ši) je město v Japonsku v prefektuře Hokkaidó na stejnojmenném ostrově. K roku 2018 v něm žilo bezmála 118 tisíc obyvatel.

## Poloha a doprava
Kitami leží ve východní části ostrova Hokkaidó na jeho severním okraji na břehu Ochotského moře.
V městě je nádraží na železniční trati Asahikawa – Abaširi vedoucí od východu z Abaširi na západ do Asahikawy.

## Dějiny
Městem je Kitami od roku 1942.

### Rodáci
- Masajuki Janai (* 1959), astronom
- Mari Motohaši (* 1986), curlerka
- Anna Ómija (* 1989), curlerka
- Megumi Takaseová (* 1990) – fotbalistka
- Sacuki Fudžisawa (* 1991), curlerka

## Partnerská města
- Elizabeth, Spojené státy americké (1969)
- Poronajsk, Rusko (1972)
- Čindžu, Jižní Korea (1985)
- Kóči, Japonsko (1986)
- Sakawa, Japonsko (1988)
- Barrhead, Kanada (1991)
- Marumori, Japonsko (1996)
- Óno, Japonsko (1998)